# Carl Leonhard Reinhold
Carl Leonard Reinhold (født 26. oktober 1758 i Wien, død 10. april 1823 i Kiel) var en tysk filosof. Han var far til Ernst Christian Gottlieb Reinhold.
Reinhold trådte som ung ind i et barnabiterkollegium, hvor han studerede teologi og filosofi og snart efter blev lærer i disse fag. Da han følte, at hans rationalistiske tænkemåde ikke passede til hans stilling som klosterbroder, flygtede han 25 år gammel til Weimar, hvor han blev medarbejder ved Wielands Der Teutsche Merkur og dennes ven og senere svigersøn. Begejstret over Kants Kritik der reinen Vernunft blev han en ivrig kantianer og bidrog virksomt til at gøre den kantske filosofi kendt ved i Merkur 1785—87 at offentliggøre sine Briefe über die kantische Philosophie, og blev 1787 professor i Jena, i den filosofiske bevægelses brændpunkt, hvorfra han 1794 gik til Kiel. I Jena udkom hans hovedværk Versuch einer neuen Teorie des menschlichen Vorstellungsvermogens (1789). Det er resultatet af en energisk fordybelse i den kantske filosofi, der søger at hæve dennes kritiske modsætning mellem sanselighed og forstand, ved at finde et dybere liggende princip, bevidstheden som forestillingsevne. Bevidsthedens grundsætning lyder: Forestillingen adskilles i bevidstheden fra det forestillende, subjektet (formelementet) og det forestillede, objektet (stofelementet) og sættes i forhold til begge. De af Kant opstillede former og grundsætninger skal da udledes af hin sætning som de særlige måder, på hvilke forestillingen stilles i forhold til subjekt og objekt. Han foregriber her meget af Fichte, til hvilken han 
senere sluttede sig, for så igen, ærlig søgende som han var, at slå ind på andre standpunkter. Reinhold har også haft betydning for dansk litteratur ved sin indflydelse på Baggesen.